# Esquí de fons als Jocs Olímpics d'hivern de 1960

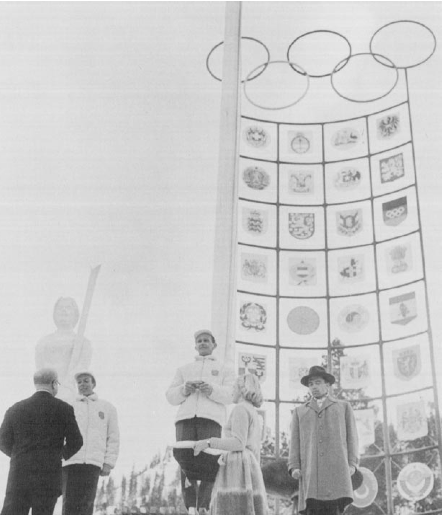
Entrega de la medalla d'argent al suec Rolf Rämgård.

Als Jocs Olímpics d'Hivern de 1960 celebrats a la ciutat de Squaw Valley (Estats Units) es disputaren sis proves d'esquí de fons, quatre en categoria masculina i dues en categoria femenina.
Les proves es realitzaren entre els dies 19 i 27 de febrer de 1960 a les instal·lacions esportives de Squaw Valley. Hi participaren un total de 112 esquiadors, entre ells 88 homes i 24 dones, de 19 comitès nacionals diferents.

## Resum de medalles

### Categoria masculina
| Prova                   | Or                                                                          | Argent                                                                     | Bronze                                                                                   |
| 15 km Detalls           | Håkon Brusveen                                                              | Sixten Jernberg                                                            | Veikko Hakulinen                                                                         |
| 30 km Detalls           | Sixten Jernberg                                                             | Rolf Rämgård                                                               | Nikolai Anikin                                                                           |
| 50 km Detalls           | Kalevi Hämäläinen                                                           | Veikko Hakulinen                                                           | Rolf Rämgård                                                                             |
| 4x10 km relleus Detalls | FinlàndiaToimi Alatalo · Eero Mäntyranta · Väinö Huhtala · Veikko Hakulinen | NoruegaHarald Grønningen · Hallgeir Brenden · Einar Østby · Håkon Brusveen | Unió SovièticaAnatoly Shelyukhin · Guennadi Vagànov · Aleksey Kuznetsov · Nikolai Anikin |

### Categoria femenina
| Prova                  | Or                                                      | Argent                                                            | Bronze                                               |
| 10 km Detalls          | Maria Gussakova                                         | Liubov Kózireva                                                   | Ràdia Ieróixina                                      |
| 3x5 km relleus Detalls | SuèciaIrma Johansson · Britt Strandberg · Sonja Edström | Unió SovièticaLiubov Kózireva · Maria Gussakova · Ràdia Ieróixina | FinlàndiaSiiri Rantanen · Eeva Ruoppa · Toini Pöysti |

## Medaller
| Posició | País           | Or | Argent | Bronze | Total |
| 1       | Suècia         | 2  | 2      | 1      | 5     |
| 2       | Finlàndia      | 2  | 1      | 2      | 5     |
| 3       | Unió Soviètica | 1  | 2      | 3      | 6     |
| 4       | Noruega        | 1  | 1      | 0      | 2     |
|         |                |    |        |        |       |
| Total   | Total          | 6  | 6      | 6      | 18    |